# David Runciman
David Walter Runciman (Londen, 1 maart 1967) is een Engelse hoogleraar politicologie aan de Universiteit van Cambridge en Fellow van de British Academy. Zijn boek How democracy dies (2018), waarin hij onderzoekt hoe de democratie ervoor staat, kreeg wereldwijde aandacht.
Hij voorziet vooralsnog geen einde aan de democratie, maar spreekt over een midlifecrisis van het systeem, waarbij het gevaar van een vorm van autocratie niet denkbeeldig is.

## Jeugd en werk
Runciman werd geboren in St John's Wood, een wijk in Noord-Londen. Zijn vader burggraaf Garry Runciman was socioloog en zijn moeder, Ruth, is een oud-voorzitter van de UK Mental Health Commission. David Runciman kreeg zijn opleiding op het Eton College en studeerde aan het Trinity College. Hij is een achterneef van de historicus Steven Runciman en erfde zijn titel als burggraaf.
Vanaf 1996 is hij verbonden aan de London Review of Books en van zijn hand verschenen vele boekbesprekingen en artikelen over hedendaagse politiek. Hij schreef zes boeken over politiek en de stand van zaken met betrekking tot de democratie. Sinds 2015 heeft Runciman een eigen podcast, Talking Politics, waarin hij spreekt met beroemdheden als Thomas Piketty en Judith Butler.
Zijn boek How Democracy Ends verscheen in 2018 en beziet het politieke landschap in de westerse wereld. In het boek staan vier vragen centraal. Kunnen staatsgrepen nog een einde maken aan de democratie? Wat betekenen wereldwijde rampen, zoals de klimaatcrisis of een atoomoorlog voor het Westen? Hoe verandert de democratie onder invloed van de informatietechnologie? En ten slotte: mocht de democratie verdwijnen, is er dan een beter alternatief denkbaar?

## Democratie in vogelvlucht
Het begrip democratie dateert al uit het Oude Griekenland, maar pas sinds het begin van de 19e eeuw verspreidde dit systeem zich over grote delen van de wereld: eerst in Noord- en Zuid-Amerika en kort daarna in Zuid-Europa. In de tweede helft van de 20e eeuw volgde de rest van de westerse wereld.
De Franse staatsman en socioloog Alexis de Tocqueville, die in 1830 de democratie in de Verenigde Staten bestudeerde, constateerde dat in een democratie meer fouten worden gemaakt, maar ook meer fouten worden gecorrigeerd.
Kritiek op de democratie is van alle tijden. In de jaren dertig, op het hoogtepunt van de Grote Depressie, klonk ook de roep om een sterke leider, onder verwijzing naar Stalin en Hitler.
Na de Tweede Wereldoorlog beleefde de parlementaire democratie een sterke opleving. Het einde van de Koude Oorlog  leek ook te betekenen dat er geen beter systeem was dan de democratie. Maar het neerslaan van de Arabische Lente en de snelle opkomst van autoritaire leiders betekenden een stap terug. Toen Donald Trump in 2016 tot president werd gekozen klonken de eerste geluiden van pessimisme over de toekomst van de democratie.
Al in 2013 uitte David Runciman zijn zorgen over het democratisch systeem. In een artikel dat onder meer in de Groene Amsterdammer verscheen, schreef hij dat "autoritaire leiders met een mengeling van medelijden en minachting kijken naar de staat van de democratie in een aantal landen. Maar zij hoeven zich ook geen zorgen te maken over hun herverkiezing en hebben louter te maken met volgzame parlementen."

## Duistere tijden voor de democratie
Op 22 februari 2017 veranderde de krant The Washington Post haar slagzin in de tekst Democracy dies in darkness (De democratie sterft in de duisternis). Daarmee namen de journalisten stelling tegen president Trump, die de media voortdurend onder vuur nam, als verspreiders van fake news.
De opkomst van autoritaire leiders, zoals Poetin, Orban en Aleksandr Loekasjenko deed sommigen denken dat de wereld afkoerste op donkere tijden zoals in de jaren dertig. Runciman erkent in zijn boek dat de vertegenwoordigende democratie moeilijke tijden doormaakt, maar waarschuwt ervoor om voortdurend de opkomst van het fascisme erbij te betrekken. Hij betoogt dat de geschiedenis zich niet zal herhalen.
Ook het gevaar voor een militaire staatsgreep acht hij niet zo groot, hoewel zwakke democratieën kwetsbaar zijn, omdat hun instituties een frontale aanval op de democratie moeilijk het hoofd kunnen bieden.
Toen het algemeen kiesrecht werd ingevoerd betekende dit de erkenning van de gelijkwaardigheid van alle burgers. Ieder individueel stem telde. Nu is het stemrecht vanzelfsprekend en zijn het eerder groepen die erkenning voor hun status opeisen. Bij een afnemende betrokkenheid bij politieke partijen constateert Runciman, dat mensen zich organiseren rond een bepaalde thematiek of bewegingen, zoals En Marche! in Frankrijk.
Ook waarschuwt Runciman voor de impact van de digitale revolutie. Het probleem van de techreuzen zoals Facebook is dat ze vooral gericht zijn op het maken van winst. Hun werkwijze is niet gebaseerd op een wettelijke basis, in tegenstelling tot de politici, die de samenleving besturen. Tegelijkertijd is een bedrijf als Twitter een groeivijver voor het opkomend populisme.
Daarbij komt de verspreiding van  complotthorieën. Deze maken het nog lastiger om het verschil tussen feit en fictie te onderscheiden.
In moeilijke tijden kijken democratische politici soms  met afgunst naar dictatoriale regimes. Runciman noteert dat dictators door verkeerd beleid een gehele staat in de afgrond storten. Democratische leiders die een misstap begaan krijgen bij de stembus de rekening gepresenteerd. Zonder het staatskapitalisme in China te omarmen bestaat de wens om het proces van democratische besluitvorming in het westen te versnellen.
Het boek van Runciman is een waarschuwing tegen de vanzelfsprekendheid van het democratisch stelsel, alsof er niet langer gestreden hoeft te worden voor het behoud ervan.
How Democracy Ends (2018
The history of ideas (2024)

## Winnaars en verliezers
In de Sjeng Tans lezing van 2022 beantwoordt Runciman de vraag of het autoritarisme aan de winnende hand is. 

Overigens constateert hij dat de politiek steeds meer op een stammenstrijd lijkt en de aanhangers van diverse stromingen op de supporters van een voetbalteam. Zij kijken alleen maar naar de winnaar, de verliezer en de einduitslag. Liever ziet hij dat bij verkiezingen de rekening wordt opgemaakt. Was het resultaat van de regeerperiode de moeite waard en hebben de partijen geleverd, wat ze beloofd hadden.
Politiek heeft een andere tijdsorde, het verloopt vloeiend als het getij van de zee. Stapsgewijs stijgt het water en daarna stroomt het weer terug. Zo leek de verkiezing van Obama tot president een politieke aardschok te veroorzaken, maar hij zorgde weinig voor verandering, betoogt Runciman. Hij zorgde voor continuïteit en hield de VS bij elkaar na de kredietcrisis van 2008.
Trump beloofde ook veel verandering te brengen, maar bracht er weinig van terecht, omdat hij geen verstand van politiek bedrijven heeft. Hij accepteerde het resultaat van de verkiezingen niet en wilde zijn politieke tegenstanders gevangen nemen. Het typische gedrag van een dictator.
Een betere graadmeter voor de stand van de democratie noemt  Runciman de coronacrisis. Deze periode kenmerkte zich door verharding van het overheidsbeleid. Ook democratische staten namen hun toevlucht tot allerlei autoritaire (nood)maatregelen. De vraag is, welke regelingen blijven van kracht, welke zijn inmiddels verdwenen en wat zijn daarvan de langetermijneffecten.
De wetenschapper ziet als de belangrijkste uitdagingen van deze tijd de gevolgen van de digitale revolutie en de daarmee samenhangende gevolgen voor de democratie en de klimaatverandering.
Vanaf de jaren negentig tot de internetzeepbel heerste optimisme dat de digitale revolutie goed was voor de democratie en slecht voor autoritaire regimes. Deze verwachting is niet uitgekomen. Er is geen open dynamische samenleving ontstaan en de digitale vernieuwing lijkt vooral gesloten regimes van pas te komen.
De aanvankelijke belofte dat de burgers hun regering beter konden controleren kwam niet uit. Belangrijke informatie van de kant van de overheid is nog niet toegankelijk. De informatieachterstand van de burger ten opzichte van de overheid is alleen maar toegenomen. De staat lijkt juist steeds meer grip te krijgen op het privéleven en kan informatie manipuleren.
Volgens Runciman stevenen wij af op de almachtige staat, die  de filosoof Thomas Hobbes  bepleitte. Een surveillance staat, die nooit slaapt en altijd waakzaam is. Dit is in het voordeel van autoritaire regimes, die voortdurend willen weten, wat hun burgers van plan zijn.
Klimaatverandering is, net als verkiezingen en oorlog, geen wedstrijd tussen winnaars en verliezers. Het is onmogelijk om te zeggen of de planeet, de Chinezen of de fossiele industrie er het beste uit zullen komen. Het zijn wereldwijde uitdagingen. Runciman constateert dat door het opwarmende klimaat steeds meer mensen gedwongen zullen zijn om uit hun land te vluchten. Migratie leidt overal tot meer repressiviteit.
De democratie fungeert het beste onder economische groei en een (daardoor) stabiele liberale regering. Het gevoel van een gezamenlijke inspanning en opoffering om een moeilijke periode door te komen is ook behulpzaam. Maar de bevolking moet naderhand wel het idee hebben dat ze hier iets voor terug hebben gekregen.
Democratie, besluit Runciman, is van grote waarde, omdat de overheid in dit systeem makkelijker haar fouten zal toegeven en bereid is om nieuwe oplossingen uit te proberen. Autoritaire regimes zijn als de dood om de teugel te vieren en democratische experimenten toe te laten, want het verspreidt zich als een virus.

## Boeken
- Pluralism and the Personality of the State (1997)
- The Politics of Good Intentions: History, Fear and Hypocrisy in the New World Order (2006)
- Political Hypocrisy (2008)
- The Confidence Trap: A History of Democracy in Crisis from World War I to the Present (2013)
- Politics:Ideas in Profile (2014)
- How Democracy Ends (2018)
- The history of Ideas (2024)